# Nagyvarsány
Nagyvarsány là một thị trấn thuộc hạt Szabolcs-Szatmár-Bereg, Hungary. Thị trấn này có diện tích 12,54 km², dân số năm 2010 là 1478 người, mật độ 118 người/km².